# Акшокинський сільський округ (Шетський район)
Акшоки́нський сільський округ (каз. Ақшоқы ауылдық округі, рос. Ашкокинский сельский округ) — адміністративна одиниця у складі Шетського району Карагандинської області Казахстану. Адміністративний центр — село Кизилтау.
Населення — 472 особи (2021; 673 у 2009, 889 у 1999, 1601 у 1989).
Станом на 1989 рік існувала Кизилтауська сільська рада (села Акбауир, Акшоки, Кизилтау). 2007 року було ліквідовано село Акшоки.

## Склад
До складу округу входять такі населені пункти:
| Населений пункт | Населення, осіб (1989) | Населення, осіб (1999) | Населення, осіб (2009) | Населення, осіб (2021) |
| --------------- | ---------------------- | ---------------------- | ---------------------- | ---------------------- |
| Акбауир, село   | 467                    | 249                    | 219                    | 129                    |
| Акшоки, село    | 128                    | 66                     | -                      | -                      |
| Кизилтау, село  | 1006                   | 574                    | 454                    | 343                    |